# Gille Wittig
Pour les articles homonymes, voir Wittig.
Gille Wittig est une militante féministe, dessinatrice et peintre française née le 2 octobre 1938 à Manspach et morte le 28 décembre 2009 à Paris,.
Elle fait partie, avec sa sœur Monique Wittig, des initiatrices du Mouvement de libération des femmes (MLF). En mai 1970, elle cosigne avec Monique Wittig, Margaret Stephenson (devenue Namascar Shaktini) et Marcia Rothenburg, le premier texte du MLF dans le mensuel L'Idiot international : « Combat pour la libération de la femme ».
Elle a dessiné la première couverture du journal du MLF, Le Torchon Brûle (n°0) paru en décembre 1970.
En 2008, elle publie un recueil de photographies d'enfance rendant hommage à sa sœur, Monique Wittig, Ma sœur sauvage.

## Publications
- « Combat pour la libération de la femme », L'Idiot international no 6, avec Monique Wittig, Margaret Stephenson, Marcia Rothenburg, Paris, mai 1970, p. 13-16 ; « For a Women's Liberation Movement », traduction en anglais de Namascar Shaktini, On Monique Wittig, Theoretical, Political and Literary Essays, University of Illinois Press, 2005, p. 21-34
- Gille Wittig, Ma sœur sauvage, texte et photos, Ateliers de Normandie, 2008, 48 p.

## Expositions
- Avril 2015 : Corps & décors, librairie Violette and Co, Paris[2]

## Interviews
- Denise Brial, Gille Wittig, Atalante Vidéos Féministes, Paris, 2012.
- Denise Brial, Portrait interview de Gille Wittig dans Hommages d'elles à elle, Atalante Vidéos Féministes, Paris, 2015.